# Wundtstraße (Leipzig)
Die Wundtstraße in Leipzig ist die Hauptausfallstraße der Stadt nach Süden und Zubringer zu den Autobahnen 38 und 72. Sie ist benannt nach dem ehemals in Leipzig tätigen Physiologen, Philosophen und Psychologen Wilhelm Wundt (1832–1920). 

## Verlauf
Die Wundtstraße zweigt im Ortsteil Zentrum-Süd südlich des Floßplatzes an der Spießbrücke in südwestlicher Richtung von der Dufourstraße ab und verläuft durch die Ortsteile Südvorstadt, Connewitz und Dölitz-Dösen bis an die Stadtgrenze mit einer Gesamtlänge von 5,4 Kilometern.
130 Meter nach ihrem Beginn begleitet sie auf der östlichen Seite bis zur Einmündung der Mahlmannstraße der Pleißemühlgraben, über den Fußgängerbrücken zur Brau- und zur Niederkirchnerstraße sowie zu drei Hauseingängen (Wundtstraße 3, 5 und 7) führen. Diese nach 1990 entstandenen Büroneubauten und die weiter südlich auf der Gegenseite liegenden Einrichtungen auf der Galopprennbahn Scheibenholz mit der Nr. 4 sind die einzigen Adressen zur Wundtstraße.
Nach Einmündungen der Ferdinand-Rhode- und der Karl-Tauchnitz-Straße von Westen sowie der Schlegel- und der Arndtstraße von Osten steigt die bis dahin zweispurige Straße zur Brücke über Schleußiger Weg/Kurt-Eisner-Straße an, um danach vierspurig und autobahnähnlich durch den südlichen Leipziger Auwald bis zur Leipziger Stadtgrenze am agra-Park zu verlaufen. Dabei passiert sie die Auffahrten Richard-Lehmann-Straße (ab hier Bundesstraße 2), Koburger Straße und Goethesteig. 

## Geschichte
Die Wundtstraße geht auf den ehemaligen Schleußiger Weg zurück. Dieser war von alters her der Verbindungsweg von Alt-Leipzig nach den Dörfern Schleußig und Kleinzschocher, weshalb auch kein Termin seiner Benennung existiert. Bis 1907 hatte der Schleußiger Weg, der westlich dem Lauf des Pleißemühlgrabens folgte und auch die Schlinge nördlich des Germaniabades mitmachte, ab der Mahlmannstraße keine weitere Verbindung zur Stadt. Das änderte sich 1908 mit der Begradigung des Pleißemühlgrabens und der Errichtung der Kronprinzbrücke, wodurch der Schleußiger Weg nun Anschluss an die Kronprinzstraße erhielt.
Als Wilhelm Wundt 1920 starb, wurde noch im gleichen Jahr das Stück des Schleußiger Weges bis zur Kronprinzstraße als Wundstraße benannt. Als Ersatz für durch den Braunkohlebergbau im Südraum Leipzig entfallene Zubringerstraßen wurde in der zweiten Hälfte der 1970er Jahre der vierspurige Anschluss an die bisherige Wundtstraße gebaut, der ohne Namen blieb. Erst 2002 erhielt er bis zur Stadtgrenze den Namen Wundtstraße.